# Гевін Вільямсон
Гевін Олександр Вільямсон (англ. Gavin Alexander Williamson; 25 червня 1976, Скарборо, Норт-Йоркшир) — британський політик, міністр оборони (з 2017).

## Біографія
Закінчив зі ступенем бакалавра наук Бредфордського університет, де вивчав суспільні науки.
Після закінчення університету почав кар'єру на виробництві, потім став керуючим директором в архітектурному бюро, яке розробило проекти багатьох шкіл, а також різних будівель за приватними і державними замовленнями. Входив до ради піклувальників місцевого бюро благодійної організації Citizens Advice. У 2001 році обраний до ради графства.
У 2005 році Консервативна партія висунула кандидатуру Вільямсона на парламентських виборах у виборчому окрузі Північний Блекпул і Флітвуд, але він зазнав поразки. Обраний до Палати громад на виборах 6 травня 2010 року в окрузі Південний Стаффордшир . У 2011—2012 роках був парламентським особистим секретарем молодшого міністра у справах Північної Ірландії Хьюго Свайра; з липня по вересень 2012 року виконував обов'язки парламентської особистого секретаря міністра у справах Північної Ірландії Оуена Патерсона. У 2012—2013 роках перебував парламентським особистим секретарем міністра транспорту Патрика МакЛохлін, в 2013 році зайняв ту ж посаду в апараті прем'єр-міністра Девіда Кемерона.
Ще не займаючи значущих посад, Вільямсон вперше привернув до себе увагу в 2013 році, коли під час відповідей Кемерона на питання депутатів отримав зауваження від спікера Палати громад Джона Беркоу за галасливу поведінку. Беркоу тоді наступним чином охарактеризував обов'язки парламентської особистого секретаря прем'єр-міністра: «Його роль полягає в тому, щоб кивати в потрібних місцях, діставати і носити папери — не потрібно ніякого шуму».
7 травня 2015 переміг на чергових парламентських виборах в колишньому окрузі з результатом 59,4 % голосів, поліпшивши на 6,2 % свій успіх 2010 року. Найсильніший з суперників, лейборист Кевін Макілдафф (Kevin McElduff), отримав тільки 18,4 %.
14 липня 2016 року за формуванні кабінету Терези Мей призначений парламентською секретарем Казначейства і головним парламентським організатором більшості в Палаті громад.
9 червня 2017 року зберіг свої посади при формуванні другого кабінету Мей.
2 листопада 2017 роки після відставки Майкла Феллона призначений міністром оборони.

## Особисте життя
Вільямсон одружений з Джоан Іланд (Joanne Eland), у подружжя є дві дочки — Аннабель і Грейс.

## Нагороди
Орден Британської імперії ступеня Командора (4 серпня 2016) — «за політичні та державні заслуги».